# Ajibade Babalade
Ajibade Kunde Babalade (Ado Ekiti, 29 de março de 1972 – Ibadan, 4 de setembro de 2020) foi um futebolista e treinador de futebol nigeriano que atuava como zagueiro.
Sua carreira é ligada ao Shooting Stars, clube que defendeu por três vezes. Jogou também por Stationery Stores, Iwuanyanwu Nationale, Africa Sports (Costa do Marfim), Anyang LG Cheetahs (Coreia do Sul) e Sturm Graz (Áustria). Deixou os gramados em 2005, quando defendia o Mohun Bagan. Após encerrar a carreira, virou técnico do Shooting Stars em 2008, exercendo o cargo até sua morte.

## Carreira internacional
Babalade defendeu a Seleção Nigeriana em 13 jogos entre 1990 e 1998, integrando o elenco que ficou em terceiro lugar no Campeonato Africano das Nações de 1992. Foi a única competição de seleções disputada pelo zagueiro, que não foi convocado para as Copas de 1994 e 1998.

## Morte
Morreu no dia 4 de setembro de 2020 em Ibadan, aos 48 anos, de parada cardíaca.

## Títulos
Stationery Stores
- Copa da Nigéria: 1990

Shooting Stars
- Campeonato Nigeriano: 1995
- Copa da Nigéria: 1995

Sturm Graz
- Campeonato Austríaco: 1998–99
- Copa da Áustria: 1998–99
- Supercopa da Áustria: 1998 e 1999